# 29706 Simonetta
29706 Simonetta (1998 YS11) là một tiểu hành tinh vành đai chính được phát hiện ngày 25 tháng 12 năm 1998 bởi A. Boattini và L. Tesi ở San Marcello Pistoiese.